# Штимац, Владимир
Владимир Штимац (серб. Владимир Штимац; род. 25 августа 1987, Белград) — сербский баскетболист.

## Карьера
Владимир Штимац начинал играть в молодёжной команде белградского клуба «Беовук 72», затем провёл два года в каунасском «Жальгирисе» и год в латвийском клубе «Валмиера», после чего вернулся в Сербию. Первый год в «Жальгирисе» Владимир играл за молодёжный состав и сумел на следующий год пробиться в основной состав. Чтобы регулярно выступать за основной состав, он перешёл в «Валмиеру», выступавшую в Балтийской баскетбольной лиге, где стал лучшим игроком команды, а также четыре раза становился лучшим игроком месяца в сезоне 2007/2008 годов.
В 2008—2010 годах Владимир Штимац выступал за сербскую «Црвену звезду». В 2010 году играл в составе латвийского «Вентспилса», а также за «Орландо Мэджик» на турнире Orlando Summer League.
В ноябре 2010 года подписал однолетний контракт с чешским клубом «Нимбурк», по окончании которого перешёл в клуб «Олин Эдирне» (Турция).

## Сборная Сербии
В 2007 году стал чемпионом Европы среди молодёжных команд до 20 лет.
Дважды на летних универсиадах в 2009 (Белград) и 2011 годах (Шэньчжэнь) завоёвывал золото.

## Достижения
- Чемпион Адриатической Лиги: 2015/2016
- Чемпион Сербии: 2015/2016
- Чемпион Чехии: 2010/2011
- Обладатель Кубка Турции: 2018
- Обладатель Кубка Чехии: 2010/2011